# Pedro C. Martínez
Pedro José del Refugio Martínez Chapa más conocido como Pedro C. Martínez (Monterrey, Nuevo León; 29 de mayo de 1855 - General Terán, 17 de febrero de 1939) fue un médico y político mexicano que fue alcalde de la ciudad de Monterrey por más de 13 años, siendo el alcalde que más tiempo duró en el cargo.
Nació en Monterrey el 29 de mayo de 1855. Estudió en el Seminario de Monterrey y en el Colegio Civil, en donde cursó farmacia, recibiéndose en 1874. Después hizo la carrera de medicina, la cual concluyó el 3 de abril de 1879. Fue regidor del ayuntamiento de Monterrey en 1872. Fue alcalde primero en 1885, y designado alcalde suplente en 1893, sustituyendo al propietario, Carlos Berardi, permaneciendo como alcalde de la ciudad durante 16 años, hasta 1909. Fue también diputado local en 1899-1901 y 1901-1907. Editó la mayor parte de sus memorias e informes municipales. Murió en General Terán el 17 de febrero de 1939. 